# Tabi no owari sekai no hajimari
Tabi no owari sekai no hajimari (旅のおわり世界のはじまり? lett. "Fine del viaggio, inizio del mondo") è un film del 2019 diretto da Kiyoshi Kurosawa.

## Trama
Un reporter giapponese visita l'Uzbekistan con la sua troupe televisiva per un episodio del suo programma televisivo di viaggi.

## Produzione
Il film è stato commissionato per il 25º anniversario dell'inizio delle relazioni bilaterali tra Giappone e Uzbekistan nonché del 70º anniversario dell'inaugurazione del Teatro dell'Opera "Ali-Shir Nava'i" di Taškent, costruito con il lavoro forzato di prigionieri di guerra giapponesi dopo la seconda guerra mondiale.

## Distribuzione
È stato distribuito nelle sale cinematografiche giapponesi a partire dal 14 giugno 2019. È stato presentato il 17 agosto 2019 al 72º Festival di Locarno come film di chiusura.